# Christiane Guhel
Christiane Guhel (nome de solteira: Elien) é uma ex-patinadora artística francesa, que competiu na dança no gelo. Com Jean Paul Guhel ela conquistou uma medalha de prata e uma de bronze em campeonatos mundiais, uma medalha de ouro, duas de prata e uma de bronze em campeonatos europeus e foi pentacampeã do campeonato nacional francês. Com Claude Lambert  ela foi duas vezes vice-campeã do campeonato nacional francês.

## Principais resultados

### Com Jean Paul Guhel
| Resultados                                            | Resultados      | Resultados        | Resultados        | Resultados       | Resultados       | Resultados    | Resultados    | Resultados    | Resultados    | Resultados    | Resultados    | Resultados    | Resultados    | Resultados    | Resultados    |  |
| Internacional                                         | Internacional   | Internacional     | Internacional     | Internacional    | Internacional    | Internacional | Internacional | Internacional | Internacional | Internacional | Internacional | Internacional | Internacional | Internacional | Internacional |  |
| Evento/Temporada                                      | 1957– 1958      | 1958– 1959        | 1959– 1960        | 1960– 1961       | 1961– 1962       |               |               |               |               |               |               |               |               |               |               |  |
| ----------------------------------------------------- | --------------- | ----------------- | ----------------- | ---------------- | ---------------- | ------------- | ------------- | ------------- | ------------- | ------------- | ------------- | ------------- | ------------- | ------------- | ------------- |  |
| Campeonato Mundial                                    | 6.ª             | 6.ª               | Medalha de bronze |                  | Medalha de prata |               |               |               |               |               |               |               |               |               |               |  |
| Campeonato Europeu                                    | 4.ª             | Medalha de bronze | Medalha de prata  | Medalha de prata | Medalha de ouro  |               |               |               |               |               |               |               |               |               |               |  |
| Nacional                                              |                 |                   |                   |                  |                  |               |               |               |               |               |               |               |               |               |               |  |
| Campeonato Francês                                    | Medalha de ouro | Medalha de ouro   | Medalha de ouro   | Medalha de ouro  | Medalha de ouro  |               |               |               |               |               |               |               |               |               |               |  |
|                                                       |                 |                   |                   |                  |                  |               |               |               |               |               |               |               |               |               |               |  |
| Legenda: Competição não foi disputada nesta temporada |                 |                   |                   |                  |                  |               |               |               |               |               |               |               |               |               |               |  |

### Com Claude Lambert
| Resultados         | Resultados       | Resultados       | Resultados    | Resultados    | Resultados    | Resultados    | Resultados    | Resultados    | Resultados    | Resultados    | Resultados    | Resultados    | Resultados    | Resultados    | Resultados    |  |
| Internacional      | Internacional    | Internacional    | Internacional | Internacional | Internacional | Internacional | Internacional | Internacional | Internacional | Internacional | Internacional | Internacional | Internacional | Internacional | Internacional |  |
| Evento/Temporada   | 1955– 1956       | 1956– 1957       |               |               |               |               |               |               |               |               |               |               |               |               |               |  |
| ------------------ | ---------------- | ---------------- | ------------- | ------------- | ------------- | ------------- | ------------- | ------------- | ------------- | ------------- | ------------- | ------------- | ------------- | ------------- | ------------- |  |
| Campeonato Mundial |                  | 10.ª             |               |               |               |               |               |               |               |               |               |               |               |               |               |  |
| Campeonato Europeu |                  | 6.ª              |               |               |               |               |               |               |               |               |               |               |               |               |               |  |
| Nacional           |                  |                  |               |               |               |               |               |               |               |               |               |               |               |               |               |  |
| Campeonato Francês | Medalha de prata | Medalha de prata |               |               |               |               |               |               |               |               |               |               |               |               |               |  |
|                    |                  |                  |               |               |               |               |               |               |               |               |               |               |               |               |               |  |